# Alibia
Gli Alibia sono un gruppo musicale indie-rock italiano nato nel 1997 in provincia di Salerno.

## La storia
Gli Alibia nascono ad Eboli (SA) alla fine degli anni '90.
Il nome del gruppo nasce dal termine latino Alibi che significa "altrove", con l'aggiunta della desinenza plurale neutra "a". 
Nata tra i banchi di scuola (precisamente del Liceo scientifico "Antonio Gallotta" di Eboli), dopo un cd autoprodotto, nel 1998 la band vince Tendenze (Piacenza) e Avvenimenti (Macerata). L'anno successivo vincono Rock Targato Italia e partecipano ad Arezzo Wave come miglior gruppo campano. Nel 2000 la vittoria al concorso Sonica 2000 frutta al gruppo il primo contratto discografico con l'etichetta Meg Italy (Ennio Morricone, Eugenio Bennato, etc.) 
Nel 2001 viene ufficialmente presentato l'EP Alibia, contenente 5 brani audio e una traccia interattiva, prodotto da Meg Italy e distribuito da Compagnia Nuove Indye.
Nel 2003 il gruppo viene scelto da Musica! di Repubblica come miglior gruppo dell'anno e i ragazzi tornano ad esibirsi sul palco di Arezzo Wave dove viene presentato il CD singolo L'Equilibrio, accompagnato da un videoclip realizzato in collaborazione don il Giffoni Film Festival.
Nell'autunno 2003 esce il primo album Confini seganalato nel 2004 come Attenzione Talento FNAC; due brani del cd vengono inseriti nelle compilation di Rockstar e Rocksound.
Nel 2006 pubblicano l'EP promozionale Va tutto bene sul quale viene realizzato un videoclip in tecnica stop-motion dal regista Stefano Bertelli. Il video viene trasmesso da Tg2.it e da Blob.
Il 9 febbraio 2007 vede venire alla luce il secondo album Tra tutto e niente
, prodotto da Compagnia Nuove Indye e distribuito da Venus Dischi, dal quale saranno estratti 4 singoli con altrettanti videoclip.
Nell'estate 2007 il videoclip Mondocellofan entra in rotazione nelle palylist delle maggiori tv musicali. Nell'autunno dello stesso anno il videoclip Mai più vince il premio per la miglior regia (Alessandro Palazzi) al PIVI 2007.
A ottobre 2009 arriva il nuovo singolo Il moto circolare, presentato con un video/parodia del programma theClub in onda su All Music.
Il 19 marzo 2010 viene pubblicato il terzo album del gruppo, dal titolo Manuale Apocrifo delle giovani marmotte, anticipato dai singoli La meccanica di Lagrange (presentato al concorso Sanremofestival.59) e Il gioco della rivoluzione.

## Formazione

### Formazione attuale
- Massimo Bonelli: voce, chitarra
- Katja Moscato: voce, pianoforte
- Vincenzo Marzullo: chitarre
- Cristian Peduto: tastiere, pianoforte, synth
- Roberto Forlenza: basso
- Nicola Bonelli: batteria (Dal 2007 ad oggi)

### Ex componenti
- Roberto Bonelli: batteria (dal 1997 al 2000 e dal 2001 fino al 2007).
- Luca Esposito: batteria (nel 2000)
- Daniela De Martino: basso (nel 2000)

## Discografia

### Album
- 2003 - Confini (Meg Italy/CNI)
- 2007 - Tra tutto e niente (CNI/Venus)
- 2010 - Manuale Apocrifo delle giovani marmotte (CNI/EMI)

### EP
- 2000 - Alibia (Meg Italy/CNI)
- 2006 - Va tutto bene (CNI/Venus)

### Singoli
- 2003 - L'equilibrio
- 2004 - Fino in fondo
- 2005 - L'inedia
- 2006 - Va tutto bene
- 2007 - I compiti di francese
- 2007 - Mondocellofan
- 2007 - Mai più
- 2008 - L'errore
- 2009 - La meccanica di Lagrange
- 2009 - Il moto circolare
- 2010 - Il gioco della rivoluzione

### Videoclip
| Titolo                     | Anno | Autore                        |
| -------------------------- | ---- | ----------------------------- |
| "L'Equilibrio"             | 2003 | regia di Manlio Castagna      |
| "Fino in fondo"            | 2004 | regia di Francesca Cianniello |
| "Va tutto bene"            | 2006 | regia di Stefano Bertelli     |
| "I compiti di francese"    | 2007 | regia di Luca Granato         |
| "Mondocellofan"            | 2007 | regia di Luca Granato         |
| "Mai più"                  | 2007 | regia di Alessandro Palazzi   |
| "L'errore"                 | 2008 | regia di Paolo Sibilio        |
| "La meccanica di Lagrange" | 2009 | regia di Giorgio Croce Nanni  |
| "Il moto circolare"        | 2009 | regia di Marco Mangiarotti    |